# پیوستن ترکیه به اتحادیه اروپا

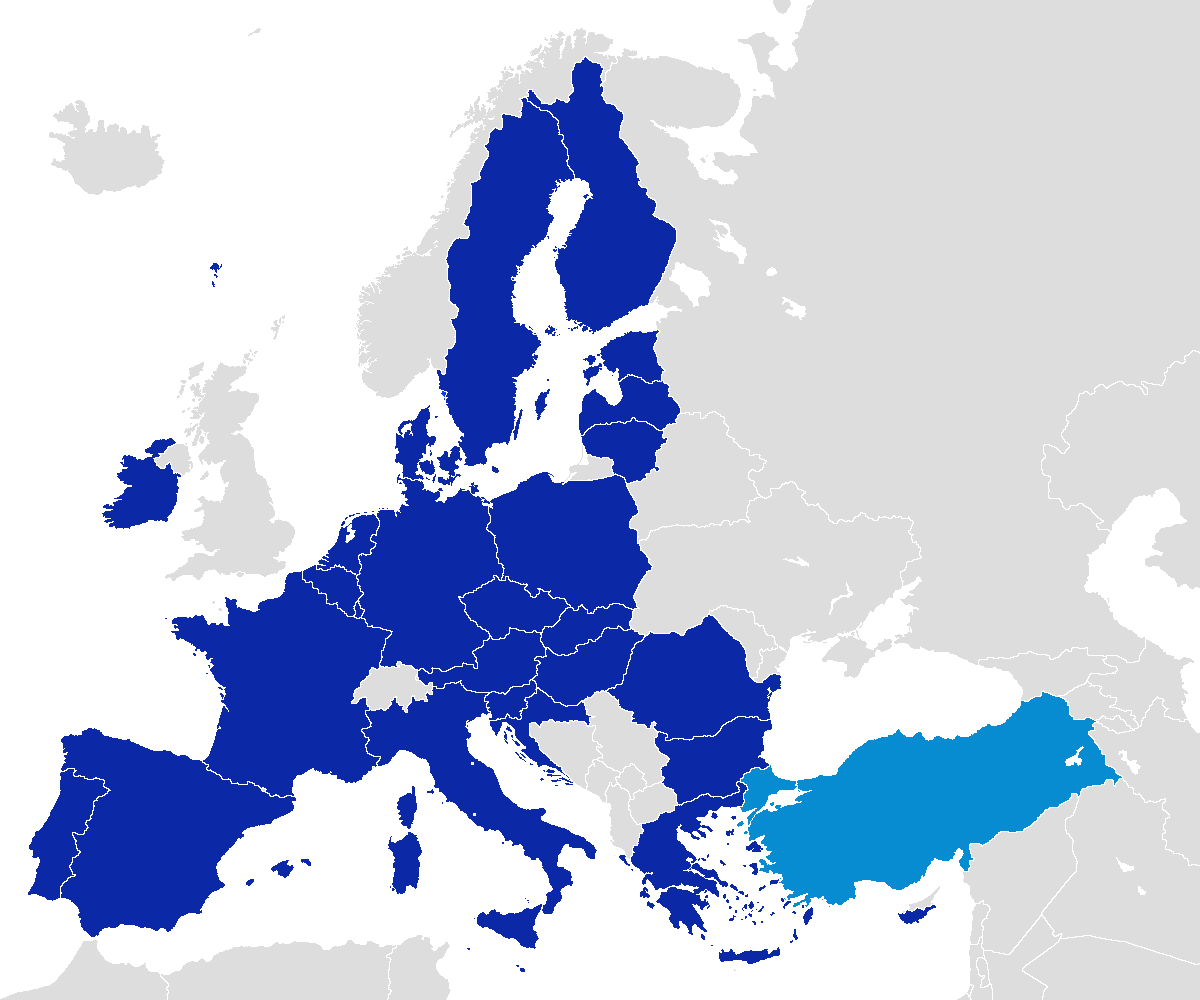
موقعیت جغرافیایی ترکیه و اتحادیه اروپا

درخواست رسمی ترکیه برای پیوستن به جامعهٔ اروپا (نهادی که بعدها به اتحادیهٔ اروپا تبدیل شد) در ۱۴ آوریل ۱۹۸۷ ارائه شد. ترکیه از ۱۲ دسامبر ۱۹۹۹ به‌طور رسمی به عنوان کاندید عضویت در اتحادیه شناخته‌شد. مذاکرات برای الحاق ترکیه از ۳ اکتبر ۲۰۰۵ آغاز شد و به نظر می‌رسید روند عضویت کامل ترکیه، یک دورهٔ ۱۰ ساله به طول بینجامد اما اکنون در بهترین شرایط و نگاهی خوشبینانه عضویت ترکیه در اتحادیهٔ اروپا تا سال ۲۰۱۸ به تعویق افتاده‌است (سال ۲۰۲۳ هنوز اين اتفاق نيفتاده است)که بخشی از آن به دلیل مداخله در روند دموکراسی و بخش دیگر آن به دلیل تأخیر حزب عدالت و توسعه در روند اصلاحات مورد نظر اتحادیهٔ اروپا باز‌می‌گردد.

## چالش‌ها
مهم‌ترین موضوعات مورد نظر اتحادیه اروپا عبارت‌اند از:
- مادهٔ ۳۰۱ قانون کیفری ترکیه که بر اساس آن توهین‌کنندگان به ملت و اقوام ترک و دولت ترکیه از شش ماه تا دو سال به زندان محکوم می‌شوند.[۲][۳] و برداشت‌های متفاوت از آن اندیشمندان بسیاری را در ترکیه دادگاهی کرده‌است. به طوری که هم اکنون بیشترین زندانیان در میان کشورهای اروپایی در ترکیه هستند.[۴]
- مسئلهٔ قبرس و بستن بنادر ترکیه به روی قبرسی‌های یونان.
- مسئلهٔ نسل‌کشی ارمنی‌ها در سال ۱۹۱۵.
- مسئلهٔ حقوق اقلیت‌ها (به‌خصوص کردهای این کشور، که بزرگ‌ترین اقلیت ترکیه محسوب می‌شوند و در حدود یک-پنجم[۵] تا یک-چهارم[۶][۷][۸] جمعیت ترکیه را تشکیل‌می‌دهند).[۹]
- ساختارهای زیربنایی دموکراسی

همچنین مخالفت‌های کشورهای مهم اروپایی، به‌خصوص فرانسه و آلمان بر چالش پیش‌روی ترکیه در پیوستن به اتحادیهٔ اروپا افزوده‌است؛ برای مثال نیکلا سارکوزی در نخستین اظهار نظرش پس از پیروزی در انتخابات گفت: «نمی‌توانم تصور کنم که مرزهای اتحادیهٔ اروپا به کشورهای چون ایران، سوریه و عراق منتهی‌شود.»
در مقابل مخالفت‌های آلمان و فرانسه، برخی کشورهای اروپایی؛ کشورهایی مانند انگلیس، اسپانیا، ایتالیا، لهستان و ایالات‌ متحدهٔ آمریکا یکی از پشتیبان‌ترین کشورها برای ورود ترکیه به اتحادیهٔ اروپا است، چه در دورهٔ رئیس‌جمهور آمریکا جورج دبلیو بوش و چه در دوران باراک اوباما.  در مورد فرانسه، رئیس‌جمهور پیشین ژاک شیراک موضع مساعدی در مورد ورود ترکیه به اتحادیهٔ اروپا داشت.